# Kognitive Archäologie
Die kognitive Archäologie versucht, aus den archäologischen Hinterlassenschaften der frühen Menschen Rückschlüsse auf ihr Denken und ihre kognitiven Fähigkeiten zu ziehen. Der britische Archäologe Colin Renfrew hat die Bezeichnung kognitive Archäologie in den 1980er-Jahren geprägt und gilt als Begründer dieser Fachrichtung.

## Entstehung
Renfrew erläuterte seinen Ansatz erstmals am Beispiel der Würfel aus Mohenjo-Daro, einem Ort im Industal. Diese Würfel sind 4000 Jahre alt, wurden aus sorgfältig bearbeitetem Steinmaterial hergestellt und verschiedenfarbig bemalt. Sie wurden ganz offensichtlich über beträchtliche Entfernungen transportiert. Diese Steinwürfel sind unterschiedlich groß, aber ihre Gewichte stellen immer ganzzahlige Vielfache einer bestimmten Einheit dar. Die kleinsten sind etwas über 800 Gramm schwer, andere haben das vierfache, achtfache und sogar 64-fache Gewicht. Schließlich fand man noch pfannenartige Platten, die 320- sowie 1600 mal so schwer waren wie die kleinsten Steine. Renfrew folgerte daraus:
- Den Menschen des Industales war bewusst, dass Objekte ein Gewicht haben, welches in Abhängigkeit von ihrer Größe (Volumen) steht.
- Sie waren fähig, diese Beziehung als zusammensetzbare und wieder zerlegbare Einheiten aufzufassen.
- Sie könnten daher mit Zahlen operiert haben, um Objekte in eine quantitative Ordnung zu bringen.
- Das daraus entwickelte System – repräsentiert durch das Sortiment der Würfel – war geeignet, die Gewichte verschiedener Objekte zu messen und vergleichen.

Ferner sei zu vermuten, dass die Menschen der Mohenjo-Daro-Kultur dies taten, um etwa Waren (materielle Werte) quantitativ zu erfassen und eine Beziehung zwischen dem Gewicht und dem Wert eines Objekts herzustellen. Dies wiederum ergibt vor allem im Zusammenhang mit Handel Sinn.

### Die Hypothese der egalitären Kulturen (von 1984)
Ein ergänzendes Beispiel bietet Renfrews Abhandlung Die Megalithkulturen, in der er neben weiterem auf das Fehlen von Rangunterschieden zwischen den Bestatteten im Inneren der großen, oft über Jahrhunderte in Gebrauch gewesenen Gemeinschaftsgräber auf dem Gebiet des heutigen Britanniens hinweist. Aus diesem Befund, der sich auf durchschnittlich acht weibliche und neun männliche Verstorbene pro Generation bezieht, schlussfolgert der Autor in einer zusammenfassenden Hypothese, dass es „egalitäre Gruppen“ gewesen seien, die die megalithischen Bauten errichteten und nutzten. Im Gegensatz dazu stünden Kulturen, die ihre pyramidale Machthierarchie durch gelegentlich monumentale Gräber für Einzelherrscher zum Ausdruck brächten (vgl. die Pharaonen des alten Ägyptens).
Diese in der Archäologie neue Art des Interpretierens bezeichnet der Autor als cognitive-processual-Methode. Hierfür sind auch „symbolische“ Aspekte zugelassen, nicht nur die bekannten „Funktionen“, die etwa die technologischen Fortschritte erörtern, welche von einem Volk im Laufe der Jahrhunderte erzielt wurden und allgemein zur These der Neolithischen Revolution führten. Befunde, wie die keine Rangordnung erkennen lassende Unterschiedslosigkeit der Bestatteten innerhalb einer Gemeinschaftsgruft, ließen hingegen auf Aspekte der Mentalität der Urheber solcher Anlagen schließen, beispielsweise auf ihr soziales Verhalten im alltäglichen Miteinander. Eine weitere mentale Eigenart zeige sich an den im Laufe der Zeit zunehmend größer, zugleich imponierender gestalteten Megalithmonumente, nämlich ein Sachverhalt, der nach Auffassung Renfrews darauf hindeutet, dass zwischen den verschiedenen benachbarten Gruppen dieser Kulturen ein ausgeprägt territorialer Konkurrenzwettbewerb geherrscht habe, eine Art Wettrüsten. Kombiniert man diese Methode des Schlussfolgerns nun mit der der „Funktionen“, werde eine ganzheitliche Betrachtung ermöglicht.

## Kognitive Archäologie heute
Die modernen Kognitionswissenschaften haben der Kognitiven Archäologie zusätzliche Impulse verliehen. Seither versuchen Wissenschaftler, Erkenntnisse aus benachbarten Disziplinen zu integrieren, insbesondere aus der Anthropologie sowie der Evolutionspsychologie. Zentrale Fragestellungen dieser Forschungsrichtung lauten:
- Zu welchen kognitiven Fähigkeiten war der vorgeschichtliche Mensch in der Lage?
- Wie und wann entstanden die Merkmale, die heute den menschlichen Geist prägen: Symbolisches Denken, Sprache, Metaphorisches Denken, Religion, Musik, Kunst oder vorausschauendes Planen?

Diese Fragen versuchen die Forscher anhand archäologischer und anthropologischer Funde zu beantworten.
Zu den heute wichtigsten Vertretern der kognitiven Archäologie gehört Steven Mithen. In seinem Buch „The prehistory of the mind“ beschreibt er, wie sich der menschliche Geist entwickelt hat. Er greift dabei zurück auf die heute etablierte Vorstellung der kognitiven Domänen und setzt sie in Verbindung zu den materiellen Hinterlassenschaften. Diese zeigen laut Mithen, dass die frühen Vertreter der Gattung Homo – vor dem Homo sapiens – zwar in vieler Hinsicht kognitive Fähigkeiten aufwiesen, die mit heutigen Menschen vergleichbar sind, aber nur, solange diese Fähigkeiten lediglich eine Domäne beanspruchten, etwa die „intuitive Physik“, die „intuitive Biologie“ oder die „intuitive Psychologie“. Demnach funktionierte der menschliche Geist wie ein Taschenmesser: Für jede Aufgabe gibt es im Gehirn bestimmte zuständige Module. Doch erst Homo sapiens sei in der Lage gewesen, Verbindungen zwischen diesen Domänen herzustellen. Demnach sei die Entstehung von Kunst, Religion und wissenschaftlichem Denken vor knapp 50.000 Jahren auf eine Entwicklung zum kognitiv fluiden Geist zurückzuführen.
Mit Felsbildern beschäftigt sich David Lewis-Williams, der einen Lehrstuhl für kognitive Archäologie in Südafrika innehat. Einen Teil der südafrikanischen Felsbilder interpretiert er als Ausdruck eines prähistorischen Schamanismus. In einigen der dargestellten Motive wie Nasenbluten, klatschende Personen oder Tier-Mensch-Mischwesen sieht er typische Merkmale von Trancezuständen. Kritiker bezweifeln jedoch, dass diese Erklärung auf alle Felsbilder anwendbar ist. Lewis-Williams' These deckt sich jedoch mit Vermutungen, wonach auch einige der Höhlenmalereien in Frankreich in Trance bzw. unter Drogeneinfluss entstanden seien. Die Frage nach den kognitiven Wurzeln betrifft, neben den Felsbildern, alle Formen vorgeschichtlicher Kunst. In vielen Fällen konkurrieren dabei schamanistische Erklärungsansätze mit solchen, die die frühen Kunstwerke als Ausdruck von magischem Denken, Religion oder sozialem Prestige deuten.
In den 2000er Jahren griff Colin Renfrew selbst die kognitive Archäologie wieder auf. Wie interagieren Menschen und Dinge? Wird in einer Gesellschaft eine symbolische Bedeutung zunächst abstrakt im Bewusstsein entwickelt und dann mit Objekten umgesetzt oder entsteht sie durch Ritualisierung des praktischen Umgangs mit Dingen?
In einer Dauerausstellung über „menschliches Verstehen“ wird im Monrepos Forschungszentrum und Museum für menschliche Verhaltensevolution in Neuwied seit 2014 erläutert, wie die frühe Menschheitsgeschichte unser Verhalten bis heute bestimmt.

## Kognitive Archäologie im deutschsprachigen Raum
Die kognitive Archäologie ist ein Forschungszweig geblieben, der weitgehend im angelsächsischen Bereich verfolgt wird. Allerdings gibt es Ausnahmen. So benutzt der Frankfurter Archäologe Cornelis Bol kognitionswissenschaftliche Methoden, um den Übergang von der Archaik zur Klassik im alten Griechenland (ca. 700 bis 500 v. Chr.) zu analysieren. Dieser Umbruch ging mit vielen künstlerischen, wissenschaftlichen und gesellschaftlichen Entwicklungen einher. Laut Bol hat dabei ein kognitiver Umbruch stattgefunden, bei dem seinerseits bildhafte Darstellungen einen wichtigen Einfluss ausübten. Bols Untersuchungen sind zugleich ein Beispiel für die Anwendung kognitionswissenschaftlicher Methoden innerhalb der Klassischen Archäologie.
Die österreichische Wissenschaftsjournalistin und Prähistorikerin Elisabeth Pühringer wiederum hat sich – ähnlich wie Colin Renfrew – mit Maßeinheiten und Gewichtssystemen befasst. Anhand der Gewichtsrelationen von Gusskuchen bzw. Teilstücken davon versucht sie, ein Gewichtsschema für die frühe Bronzezeit nachzuweisen. Für jede Form von Handel sind Maßeinheiten nötig, um Wert und Gegenwert der gehandelten Waren zu definieren. Das von Pühringer erstellte Schema der Gewichtsrelationen von Rohmetallbarren für Gusskuchen weist auf eine Art Zahlensystem im mitteleuropäischen Raum vor 5000 Jahren hin. Bei den Rohmetallstücken handelt es sich demnach möglicherweise um ein prämonetäres Zahlungsmittel.